# K2-138
K2-138，或稱為EPIC 245950175，並有非正式名稱EE-1，是體積較大的一顆早期K型主序星，並有最多6顆由公民科學家發現的行星存在。2017年4月初在宇宙動物園的Exoplanet Explorers項目的前2日發現了其中4顆，進一步分析後再發現了2顆。該行星系統距離地球接近600光年，在天球上位於寶瓶座。

## 行星系統
K2-138因為擁有數量較多的系外行星而受到注意，並且所有行星都是由公民科學家發現。這些行星依照距離母恆星最近至最遠依序被命名為K2-138b、c、d、e、f和g。前5顆行星由傑西·克里斯蒂安森等人發現，K2-138g目前仍是候選系外行星，但因為目前只觀測到該行星2次凌星現象，尚無法驗證其存在與否。而K2-138g的2次凌星現象也可能是來自另外2顆較長軌道週期的行星。
K2-138行星系統的6顆行星都是超級地球或迷你海王星，直徑在1.6 R🜨和3.3 R🜨之間。較外側的5顆行星，包含尚未確認的K2-138g，可能是沒有固態表面的小型氣態行星。但是最靠近母恆星，並且體積最小的K2-138b可能是岩石行星。目前6顆行星的質量仍然不明，這是因為K2-138的觀測資料用於凌日時間變分法分析的信噪比不夠高。然而，史匹哲太空望遠鏡可以準確獲得凌日時間變分法需要的資料，並計算出多顆行星的質量。預期行星b到f的凌日時間變分預期在2.5到7.1分之間，因此預測值量大約在4 M🜨到7 M🜨。
K2-138系統中已確認的5顆行星非常靠近母恆星，並且彼此之間有連續的近似3:2共振鏈存在。軌道週期在2.35至12.76日之間，而未確認的最外圍行星的軌道週期則是更長得多的41日。K2-138b、c、d、e和f之間被數個3體共振鏈鎖定，只有TRAPPIST-1和克卜勒80等少數幾個系統有類似的狀態。K2-138的狀態顯示了行星向盤面內緣遷移的最終結果。
| 成員 (依恆星距離) | 质量 | 半長軸 (AU)              | 轨道周期 (天)            | 離心率 | 傾角              | 半径               |
| ----------------- | ---- | ------------------------ | ------------------------ | ------ | ----------------- | ------------------ |
| b                 | —    | 0.03380±0.00024          | 2.35322±0.00036          | <0.403 | 86.9+2.2 −4.6°    | 1.57+0.28 −0.17 R⊕ |
| c                 | —    | 0.04454±0.00032          | 3.55987+0.00023 −0.00022 | <0.296 | 87.5+1.8 −3.3°    | 2.52+0.34 −0.16 R⊕ |
| d                 | —    | 0.05883±0.00042          | 5.40478+0.00048 −0.00046 | <0.348 | 87.9+1.5 −2.8°    | 2.66+0.39 −0.18 R⊕ |
| e                 | —    | 0.07807±0.00056          | 8.26144+0.00045 −0.00044 | <0.315 | 88.70+0.93 −1.66° | 3.29+0.35 −0.18 R⊕ |
| f                 | —    | 0.10430+0.00074 −0.00075 | 12.75759±0.00092         | <0.364 | 89.03+0.70 −1.22° | 2.81+0.36 −0.19 R⊕ |
| g (未確認)        | —    | —                        | 41.97                    | —      | —                 | ~2.8 R⊕            |